# Мурадасилов, Эдем Ягьяевич
Эде́м Ягья́евич Мурадаси́лов (20 мая 1960, Чирчик) — советский гребец-каноист, выступал за сборную СССР в первой половине 1980-х годов. Обладатель серебряных и бронзовых медалей чемпионатов мира, серебряный призёр международного турнира «Дружба-84», многократный чемпион всесоюзного первенства, победитель регат республиканского и международного значения. На соревнованиях представлял спортивное общество «Динамо», мастер спорта международного класса.

## Биография
Эдем Мурадасилов родился 20 мая 1960 года в городе Чирчик Ташкентской области Узбекской ССР. Активно заниматься греблей начал в раннем детстве, проходил подготовку в местной гребной секции, позже состоял в добровольном спортивном обществе «Динамо».
Первого серьёзного успеха на взрослом международном уровне добился в 1981 году, когда впервые стал чемпионом СССР и попал в советскую национальную сборную, после чего побывал на чемпионате мира в английском Ноттингеме. Привёз оттуда награды серебряного и бронзового достоинства, выигранные вместе с напарником Вигантасом Чякайтисом в программе каноэ-двоек на дистанциях 500 и 1000 метров соответственно. Год спустя вновь был лучшим в зачёте всесоюзного первенства и выступил на чемпионате мира в югославском Белграде, где совместно со своим партнёром Василием Берёзой выиграл бронзу в десятикилометровой гонке двухместных каноэ.
В 1983 и 1984 годах Мурадасилов продолжал побеждать на первенствах Советского Союза, в двойках на тысяче и десяти тысячах метров. Как член сборной должен был участвовать в летних Олимпийских играх в Лос-Анджелесе, однако страны социалистического лагеря по политическим причинам бойкотировали эти соревнования, и вместо этого он выступил на альтернативном турнире «Дружба-84» в Восточном Берлине, где вместе с гребцом Иваном Ковальчуком стал серебряным призёром программы каноэ-двоек на дистанции 1000 метров, пропустив вперёд лишь команду ГДР Олафа Хойкродта и Александра Шука.
За выдающиеся спортивные достижения удостоен почётного звания «Мастер спорта СССР международного класса». После завершения спортивной карьеры перешёл на тренерскую работу, в настоящее время работает тренером по гребле на байдарках и каноэ в физкультурно-спортивном клубе «Химик» города Южный на Украине.